# Верка Сердјучка
Андриј Михајлович Данилко (укр. Андрі́й Миха́йлович Дани́лко; Полтава, 2. октобар 1973), познат по својој дрег персони по имену Верка Сердјучка (укр. Вє́рка Сердю́чка), украјински је комичар, глумац и певач. Представљао је Украјину на Песми Евровизије 2007. с песмом Dancing Lasha Tumbai, где је заузео друго место. Продао је преко 600.000 плоча.

## Биографија
По образовању је продавац. Завршио је два курса естрадно-циркуске школе. Учествовао је у више ТВ мјузикала.
Андриј је почео да наступа на телевизији као женски сценски лик Верка Сердјучка 1991. Верка је жена средњих година, која је живела у совјетском добу, и из њега носи грубе манире простонародне жене реског гласа. У хумористичким скечевима, говорила је мешавином руског и украјинског језика.
Почетком 2000-их, Андриј је почео да у лику Верке Сердјучке пева поп мелодије у новогодишњем ТВ програму. Уследио је низ албума и видео-клипова. У текстовима песама користио је хумор апсурда и скандала, што му је донело велику популарност. Новине су тврдиле да за своје наступе наплаћује преко 30 хиљада долара.

## Песма Евровизије 2007.
Године 2007. Андриј Данилко (Верка Сердјучка) је победио на украјинском националном избору представника за такмичење Песма Евровизије 2007. са песмом „Дансинг Лаша Тумбаи“ (Dancing Lasha Tumbai). Песма је на апсурдан начин комбиновала стихове на украјинском, немачком и монголском језику. Његово учешће на међународном такмичењу је било праћено многим критикама. Неки украјински политичари су тврдили да трансвестит не може да представља Украјину. Данилко је 12. маја 2007. наступио у Хелсинкију на Такмичењу за песму Евровизије и освојио друго место са 235 поена.
Јула 2007. Андриј је најавио да ће учествовати на парламентарним изборима у Украјини 2007. са листом „против свих“. Потом се предомислио, и назвао своју листу „за све“. Његови обожаваоци су створили виртуелну партију „За Верку“.

## Дискографија
- 1998 —  (Ја сам рођена за љубав)
- 2002 —  (Хоп, хоп)
- 2003 —
- 2003 —
- 2004 —  (Хтела сам младожењу)
- 2005. (Инструментални албум Андрија Данилка)
- 2006 —  (Нове песме Верке Сердјучке)
- 2006 —  (Бла-бла)